# Сиди-Малари
Сиди-Малари (фр. Sidi Malari) — деревня в Чаде, расположенная на территории региона Канем. Входит в состав департамента Канем.

## География
Деревня находится в западной части Чада, к северо-востоку от озера Чад, на высоте 307 метров над уровнем моря.
Сиди-Малари расположен на расстоянии приблизительно 190 километров к северо-северо-востоку (NNE) от столицы страны Нджамены. Ближайшие населённые пункты: Яури, Диаталари, Бир-Мафи, Волири, Аунгете, Бир-Базар, Ндиукоа.
Климат деревни характеризуется как аридный жаркий (BWh в классификации климатов Кёппена).

## Транспорт
Ближайший аэропорт расположен в городе Нгури.